# Paraplatyptilia optata
Paraplatyptilia optata là một loài bướm đêm thuộc họ Pterophoridae. Nó được tìm thấy ở Nhật Bản (Kyushu).
Chiều dài cánh trước khoảng 11 mm.